# Football League One 2012-2013
La Football League One 2012-2013, conosciuta anche con il nome di Npower League One per motivi di sponsorizzazione, è stato l'86º campionato inglese di calcio di terza divisione, nonché il 9º con la denominazione di League One. La stagione regolare è stata disputata tra il 18 agosto 2012 ed il 27 aprile 2013, mentre i play off si sono svolti tra il 3 ed il 19 maggio 2013. Ad aggiudicarsi il titolo è stato il Doncaster Rovers, al quarto successo nella categoria. Le altre due promozioni in Championship sono state invece conseguite dal Bournemouth (2º classificato) e dallo Yeovil Town (vincitore dei play off).
Capocannoniere del torneo è stato Paddy Madden (Yeovil Town) con 23 reti.

## Stagione

### Novità
Al termine della stagione precedente sono stati promossi direttamente in Championship il Charlton Athletic e lo Sheffield Wednesday, che sono arrivati rispettivamente 1° e 2° al termine della stagione regolare, mentre l'Huddersfield Town, piazzatosi 4°, è riuscito a raggiungere la promozione attraverso i play-off.
Il Wycombe Wanderers (21°), il Chesterfield (22°), l'Exeter City (23°) e il Rochdale (24°) non sono riusciti, invece, a mantenere la categoria e sono retrocessi in League Two.
Queste sette squadre sono state rimpiazzate dalle tre retrocesse dalla Championship: Portsmouth, Coventry City e Doncaster Rovers e dalle quattro neopromosse provenienti dalla League Two: Swindon Town, Shrewsbury Town, Crawley Town e Crewe Alexandra.

### Formula
Le prime due classificate, più la vincente dei play off tra le squadre giunte dal 3º al 6º posto, vengono promosse in Championship, mentre le ultime quattro classificate retrocedono in League Two.

## Squadre Partecipanti
| Squadra            | Stagione | Città             | Stadio                       | Stagione precedente                                   |
| ------------------ | -------- | ----------------- | ---------------------------- | ----------------------------------------------------- |
| Bournemouth        | dettagli | Bournemouth       | Dean Court                   | 11º posto in Football League One                      |
| Brentford          | dettagli | Londra (Hounslow) | Griffin Park                 | 9º posto in Football League One                       |
| Bury               | dettagli | Bury              | Gigg Lane                    | 13º posto in Football League One                      |
| Carlisle United    | dettagli | Carlisle          | Brunton Park                 | 8º posto in Football League One                       |
| Colchester United  | dettagli | Colchester        | Colchester Community Stadium | 10º posto in Football League One                      |
| Coventry City      | dettagli | Coventry          | Ricoh Arena                  | 23º posto in Football League Championship, retrocesso |
| Crawley Town       | dettagli | Crawley           | Broadfield Stadium           | 3º posto in Football League Two, promosso             |
| Crewe Alexandra    | dettagli | Crewe             | Alexandra Stadium            | 7º posto in Football League Two, promosso             |
| Doncaster Rovers   | dettagli | Doncaster         | Keepmoat Stadium             | 24º posto in Football League Championship, retrocesso |
| Hartlepool United  | dettagli | Hartlepool        | Victoria Park                | 12º posto in Football League One                      |
| Leyton Orient      | dettagli | Londra (Leyton)   | Brisbane Road                | 20º posto in Football League One                      |
| Milton Keynes Dons | dettagli | Milton Keynes     | Stadium:mk                   | 5º posto in Football League One                       |
| Notts County       | dettagli | Nottingham        | Meadow Lane                  | 7º posto in Football League One                       |
| Oldham Athletic    | dettagli | Oldham            | Boundary Park                | 16º posto in Football League One                      |
| Portsmouth         | dettagli | Portsmouth        | Fratton Park                 | 22º posto in Football League Championship, retrocesso |
| Preston North End  | dettagli | Preston           | Deepdale                     | 15º posto in Football League One                      |
| Scunthorpe United  | dettagli | Scunthorpe        | Glanford Park                | 18º posto in Football League One                      |
| Sheffield United   | dettagli | Sheffield         | Bramall Lane                 | 3º posto in Football League One                       |
| Shrewsbury Town    | dettagli | Shrewsbury        | New Meadow                   | 2º posto in Football League Two, promosso             |
| Stevenage          | dettagli | Stevenage         | Broadhall Way                | 6º posto in Football League One                       |
| Swindon Town       | dettagli | Swindon           | County Ground                | 1º posto in Football League Two, promosso             |
| Tranmere Rovers    | dettagli | Birkenhead        | Prenton Park                 | 14º posto in Football League One                      |
| Walsall            | dettagli | Walsall           | Bescot Stadium               | 19º posto in Football League One                      |
| Yeovil Town        | dettagli | Yeovil            | Huish Park                   | 17º posto in Football League One                      |

## Allenatori e primatisti
| Squadra            | Manager                                                                                 | Calciatore più presente (tra parentesi il numero delle presenze) | Cannoniere (tra parentesi il numero dei gol) |
| ------------------ | --------------------------------------------------------------------------------------- | ---------------------------------------------------------------- | -------------------------------------------- |
| Bournemouth        | Paul Groves (1ª-10ª) Dennis Rofe (11ª-12ª) Eddie Howe (13ª-46)                          | Simon Francis, Lewis Grabban (42)                                | Brett Pitman (19)                            |
| Brentford          | Uwe Rösler                                                                              | Shay Logan (45)                                                  | Clayton Donaldson (18)                       |
| Bury               | Peter Shirtliff (1ª-8ª) Kevin Blackwell (9ª-46ª)                                        | David Worrall (41)                                               | Steven Schumacher (8)                        |
| Carlisle United    | Greg Abbott                                                                             | James Berrett (42)                                               | Lee Miller (9)                               |
| Colchester United  | John Ward (1ª-8ª) Joe Dunne (9ª-46ª)                                                    | Magnus Okuonghae (43)                                            | Jabo Ibehre (8)                              |
| Coventry City      | Andy Thorn (1ª-3ª) Mark Robins (4ª-32ª) Lee Carsley (33ª-36ª) Steven Pressley (37ª-46ª) | Joe Murphy (45)                                                  | David McGoldrick (16)                        |
| Crawley Town       | Richie Barker                                                                           | Nicky Adams, Paul Jones Mat Sadler (46)                          | Billy Clarke (10)                            |
| Crewe Alexandra    | Steve Davis                                                                             | Mark Ellis (44)                                                  | Mathias Pogba (12)                           |
| Doncaster Rovers   | Dean Saunders (1ª-26ª) Brian Flynn (27ª-46ª)                                            | Tommy Spurr (46)                                                 | Billy Paynter (13)                           |
| Hartlepool United  | Neale Cooper (1ª-14ª) Michael Barron (15ª-17ª) John Hughes (18ª-46ª)                    | Scott Flinders (46)                                              | Andy Monkhouse (7)                           |
| Leyton Orient      | Russell Slade                                                                           | Dean Cox, Moses Odubajo (44)                                     | Kevin Lisbie (16)                            |
| Milton Keynes Dons | Karl Robinson                                                                           | Darren Potter (46)                                               | Ryan Lowe (11)                               |
| Notts County       | Keith Curle (1ª-29ª) Chris Kiwomya (30ª-46ª)                                            | Gary Liddle (46)                                                 | Jamal Campbell-Ryce, Alan Judge (8)          |
| Oldham Athletic    | Paul Dickov(1ª-30ª) Tony Philliskirk (31ª-36ª) Lee Johnson (37ª-46ª)                    | Lee Croft, Jonathan Grounds (44)                                 | Jose Baxter (13)                             |
| Portsmouth         | Michael Appleton (1ª-16ª) Guy Whittingham (17ª-36ª)                                     | Johannes Ertl (37)                                               | Izale McLeod (10)                            |
| Preston North End  | Graham Westley (1ª-31ª) John Dreyer (32ª) Simon Grayson (33ª-46ª)                       | Jeffrey Monakana, Bailey Wright, Nicky Wroe (38)                 | Nicky Wroe (8)                               |
| Scunthorpe United  | Alan Knill (1ª-15ª) Brian Laws (16ª-46ª)                                                | Tom Newey (45)                                                   | Leon Clarke, Karl Hawley (11)                |
| Sheffield United   | Danny Wilson (1ª-41ª) Chris Morgan (42ª-46ª)                                            | Kevin McDonald (45)                                              | Nick Blackman, Dave Kitson (11)              |
| Shrewsbury Town    | Graham Turner                                                                           | Chris Weale (46)                                                 | Marvin Morgan (8)                            |
| Stevenage          | Gary Smith (1ª-39ª) Mark Roberts (40ª-41ª) Graham Westley (42ª-46ª)                     | Lucas Akins (46)                                                 | Lucas Akins (10)                             |
| Swindon Town       | Paolo Di Canio (1ª-31ª) Kevin MacDonald (32ª-46ª)                                       | Wesley Foderingham (46)                                          | James Collins (14)                           |
| Tranmere Rovers    | Ronnie Moore                                                                            | Zoumana Bakayogo (46)                                            | Jake Cassidy (11)                            |
| Walsall            | Dean Smith                                                                              | Jamie Paterson (46)                                              | Will Grigg (19)                              |
| Yeovil Town        | Gary Johnson                                                                            | Marek Štěch (46)                                                 | Paddy Madden (22)                            |

## Classifica finale
|  | Pos. | Squadra             | Pt | G  | V  | N  | P  | GF | GS | DR  |
|  | ---- | ------------------- | -- | -- | -- | -- | -- | -- | -- | --- |
|  | 1.   | Doncaster           | 84 | 46 | 25 | 9  | 12 | 62 | 42 | +20 |
|  | 2.   | Bournemouth         | 83 | 46 | 24 | 11 | 11 | 76 | 53 | +23 |
|  | 3.   | Brentford           | 79 | 46 | 21 | 16 | 9  | 62 | 47 | +15 |
|  | 4.   | Yeovil Town         | 77 | 46 | 23 | 8  | 15 | 71 | 56 | +15 |
|  | 5.   | Sheffield Utd       | 75 | 46 | 19 | 18 | 9  | 56 | 42 | +14 |
|  | 6.   | Swindon Town        | 74 | 46 | 20 | 14 | 12 | 72 | 39 | +33 |
|  | 7.   | Leyton Orient       | 71 | 46 | 21 | 8  | 17 | 55 | 48 | +7  |
|  | 8.   | MK Dons             | 70 | 46 | 19 | 13 | 14 | 62 | 45 | +13 |
|  | 9.   | Walsall             | 68 | 46 | 17 | 17 | 12 | 65 | 58 | +7  |
|  | 10.  | Crawley Town        | 68 | 46 | 18 | 14 | 14 | 60 | 58 | +2  |
|  | 11.  | Tranmere            | 67 | 46 | 19 | 10 | 17 | 58 | 48 | +10 |
|  | 12.  | Notts County        | 65 | 45 | 16 | 17 | 13 | 61 | 49 | +12 |
|  | 13.  | Crewe Alexandra     | 64 | 46 | 18 | 10 | 18 | 54 | 62 | -8  |
|  | 14.  | Preston N.E.        | 59 | 46 | 14 | 17 | 17 | 54 | 49 | +5  |
|  | 15.  | Coventry City (-10) | 55 | 46 | 18 | 11 | 17 | 66 | 59 | +6  |
|  | 16.  | Shrewsbury Town     | 55 | 46 | 13 | 16 | 17 | 54 | 59 | -5  |
|  | 17.  | Carlisle Utd        | 55 | 46 | 14 | 13 | 19 | 56 | 77 | -21 |
|  | 18.  | Stevenage           | 54 | 46 | 15 | 9  | 22 | 47 | 64 | -17 |
|  | 19.  | Oldham Athletic     | 51 | 46 | 14 | 9  | 23 | 46 | 59 | -13 |
|  | 20.  | Colchester Utd      | 51 | 46 | 14 | 9  | 23 | 46 | 67 | -21 |
|  | 21.  | Scunthorpe Utd      | 48 | 46 | 13 | 9  | 24 | 49 | 73 | -24 |
|  | 22.  | Bury                | 41 | 46 | 9  | 14 | 23 | 35 | 72 | -27 |
|  | 23.  | Hartlepool Utd      | 41 | 46 | 9  | 14 | 23 | 39 | 67 | -28 |
|  | 24.  | Portsmouth (-10)    | 32 | 46 | 10 | 12 | 24 | 51 | 69 | -18 |

Legenda:
      Promosso in Football League Championship 2013-2014.
  Ammesso ai play-off.
      Retrocesso in Football League Two 2013-2014.
Regolamento:
Tre punti a vittoria, uno a pareggio, zero a sconfitta.
In caso di arrivo di due o più squadre a pari punti, la graduatoria verrà stilata secondo i seguenti criteri:
- differenza reti
- maggior numero di gol segnati

Note:

Il Coventry City è stato sanzionato con 10 punti di penalizzazione per essere entrato sotto amministrazione finanziaria il 28 marzo 2013.
Il Portsmouth, uscito dall'amministrazione finanziaria il 20 aprile 2013, è stato sanzionato con 10 punti di penalizzazione.

## Spareggi

### Play-off

#### Tabellone
|  | Semifinali | Semifinali          | Semifinali | Semifinali | Semifinali |  |  | Finale | Finale      | Finale |  |
|  |            |                     |            |            |            |  |  |        |             |        |  |
|  | 6          | Swindon Town        | 1          | 3          | 4          |  |  |        |             |        |  |
|  | 3          | Brentford (5-4 dcr) | 1          | 3          | 4          |  |  | 3      | Brentford   | 1      |  |
|  | 5          | Sheffield Utd       | 1          | 0          | 1          |  |  | 4      | Yeovil Town | 2      |  |
|  | 4          | Yeovil Town         | 0          | 2          | 2          |  |  |        |             |        |  |

#### Semifinali
|                  | Risultati     |                  | Luogo e data             |
| ---------------- | ------------- | ---------------- | ------------------------ |
| Sheffield United | 1-0           | Yeovil Town      | Sheffield, 3 maggio 2013 |
| Yeovil Town      | 2-0           | Sheffield United | Yeovil, 6 maggio 2013    |
|                  |               |                  |                          |
| Swindon Town     | 1-1           | Brentford        | Swindon, 4 maggio 2013   |
| Brentford        | 3-3 (5-4 dcr) | Swindon Town     | Londra, 6 maggio 2013    |
|                  |               |                  |                          |

#### Finale
|           | Risultato |             | Luogo e data                     |
| --------- | --------- | ----------- | -------------------------------- |
| Brentford | 1-2       | Yeovil Town | Londra (Wembley), 19 maggio 2013 |
|           |           |             |                                  |

## Statistiche

### Squadre

#### Primati stagionali
Squadre
- Maggior numero di vittorie: Doncaster (25)
- Minor numero di vittorie: Bury e Hartlepool United (9)
- Maggior numero di pareggi:  Sheffield United (18)
- Minor numero di pareggi: Swindon Town (4)
- Maggior numero di sconfitte: Portsmouth e Scunthorpe United (24)
- Minor numero di sconfitte:  Brentford e Sheffield United (9)
- Miglior attacco: Bournemouth (76 gol fatti)
- Peggior attacco: Bury (35 gol fatti)
- Miglior difesa: Swindon Town (39 gol subiti)
- Peggior difesa: Carlisle United (77 gol subiti)
- Maggior numero di clean sheet: Sheffield United (21)
- Minor numero di clean sheet: Scunthorpe United (5)
- Miglior differenza reti: Swindon Town (+33)
- Peggior differenza reti: Hartlepool United (-28)
- Maggior numero di vittorie consecutive: Bournemouth e Yeovil Town (8)
- Maggior numero di sconfitte consecutive: Colchester United e Portsmouth (9)
- Miglior sequenza di risultati utili: Sheffield United (16 gare)
- Peggior sequenza di risultati negativi: Portsmouth (22 gare)

Partite
- Partita con più reti: Sheffield United-Bournemouth 5-3 (8)
- Partita con maggiore scarto di gol: Preston North End-Hartlepool United 5-0, Swindon Town-Portsmouth 5-0, Swindon Town-Tranmere Rovers 5-0 e Hartlepool United-Coventry City 0-5 (5)

### Individuali

#### Classifica marcatori
| Gol | Rigori |  | Giocatore         | Squadra                                |
| --- | ------ |  | ----------------- | -------------------------------------- |
| 23  |        |  | Paddy Madden      | Carlisle Utd (1), Yeovil Town (22)     |
| 19  | 2      |  | Leon Clarke       | Coventry City (8), Scunthorpe Utd (11) |
| 19  | 8      |  | Will Grigg        | Walsall                                |
| 19  | 6      |  | Brett Pitman      | Bournemouth                            |
| 18  |        |  | Clayton Donaldson | Brentford                              |
| 16  | 6      |  | Kevin Lisbie      | Leyton Orient                          |
| 16  | 1      |  | David McGoldrick  | Coventry City                          |
| 14  |        |  | James Collins     | Swindon Town                           |
| 14  | 2      |  | James Hayter      | Yeovil Town                            |
| 13  | 3      |  | Jose Baxter       | Oldham Athletic                        |
| 13  | 1      |  | Lewis Grabban     | Bournemouth                            |
| 13  | 3      |  | Billy Paynter     | Doncaster                              |
| 13  |        |  | Matt Ritchie      | Bournemouth (3), Swindon Town (10)     |